# Salsola melitensis
Espèce
Salsola melitensis (en maltais, Xebb) est une espèce de soude endémique de l'archipel maltais.

## Synonyme
- Darniella melitensis (Botsch.) Brullo

## Taxonomie
L'espèce est pour la première fois décrite en 1976 par Victor Botchantsev. En 1984, le biologiste Salvatore Brullo propose de regatégoriser l’espèce au sein du genre Darniella récemment créé. Des analyses génétiques plus récentes ont finalement supprimé le genre Darniella pour revenir à la nomenclature originale.

## Description
L'espèce se présente sous la forme d'un grand arbuste ou d'un petit arbre pouvant atteindre 2,5m de hauteur.
Les feuilles sont petites et succulentes et les fleurs, très discrètes, apparaissent en juillet. Chaque fruit porte une seule graine portant 5 ailerons qui augmentent sa propagation par le vent, vers octobre-novembre.

## Population et distribution géographique
L'espèce est peu fréquente mais largement répandue sur l'archipel, poussant surtout sur les falaises et à proximité de la côte mais parfois aussi sur des collines, surtout à Gozo. Elle ne semble pas aujourd'hui particulièrement menacée.